# 流しカワウソ

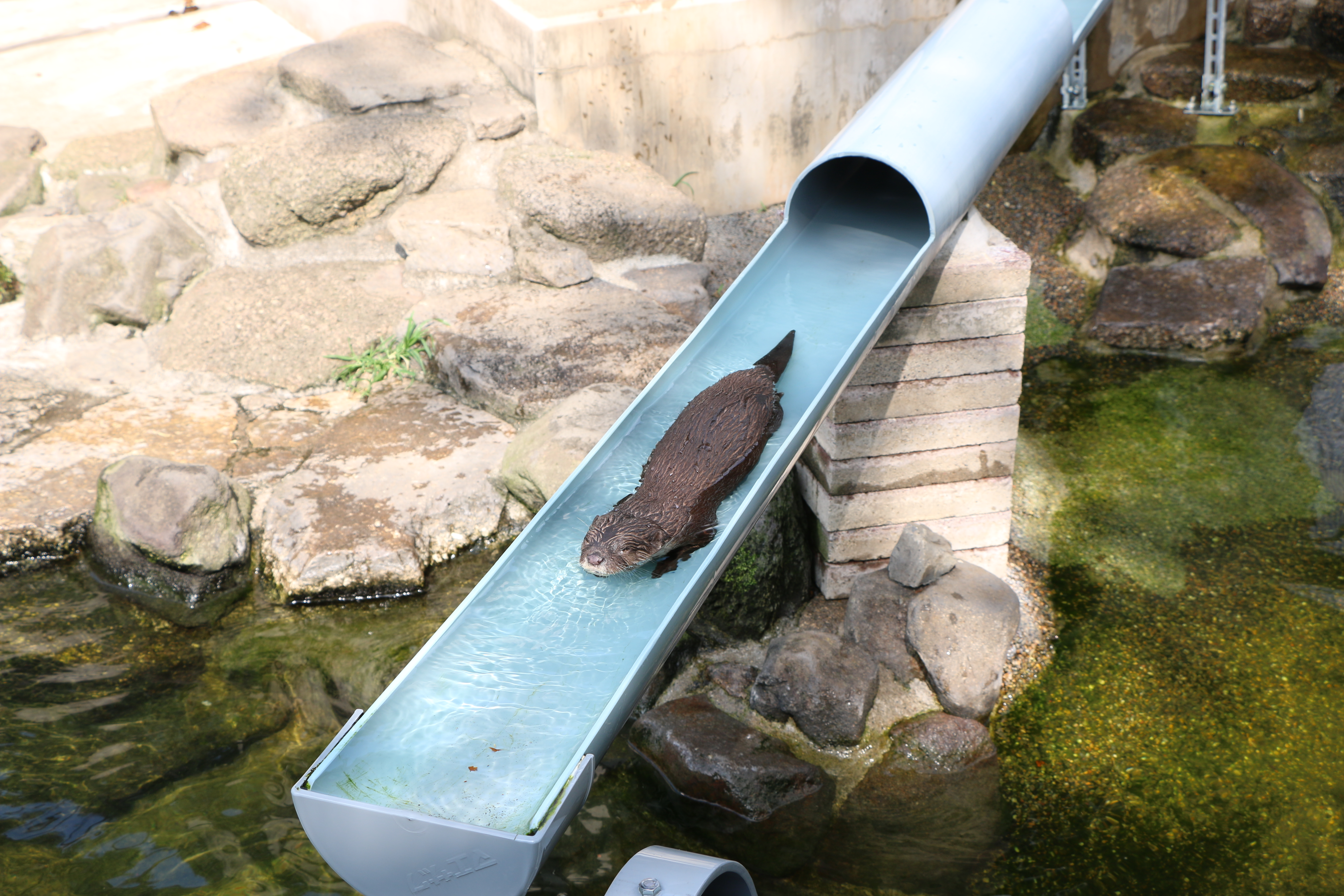
市川市動植物園コツメカワウソ舎 2013年7月

流しカワウソ（ながしかわうそ）とは、市川市動植物園（千葉県）の造語。コツメカワウソ舎に設置された“ウォータースライダー”状のすべり台をコツメカワウソが遊んで滑り降りる様子を、日本の夏の風物詩“流しそうめん”にかけて表現したもの。この言葉は当カワウソ舎の看板に用いられている。

## 流しカワウソの遊具開発の経緯
カワウソ用のウォータースライダー状の遊具は市川市動植物園の飼育員・水品繁和が考案した。カワウソの仔のやんちゃぶりを見てもらおうと考えた飼育員は
、冬場に凍結斜面を滑って遊んでいたカワウソの姿をヒントに、2012年、はじめて作成した。直径20センチ、長さ4メートルほどの水道管用の塩化ビニール製パイプを半切りにして作成するとカワウソは遊んでくれた。しかし、傾斜が急なためか、カワウソがあまり使ってくれないと感じた飼育員は、改良を考えた。翌2013年4月、カワウソがより遊びやすいように、すべり台の傾斜をゆるくしたり、直径30センチ、長さ3メートルのパイプを増やし、T字型に立体交差するよう配置したり、階段を設けるなどの工夫を施したところ、カワウソがよく遊ぶようになった。飼育員は「細い水路などをせわしなく動き回るコツメカワウソの特性に合わせて造った」と語った。

## 話題の広がり
このカワウソが遊具で遊ぶ姿が話題を呼び、2013年7月の入園者が増えたという。スポーツニッポンはインターネットで話題になったこと、特に「流れないカワウソ」が話題になったことを指摘している。
カワウソの習性から昼前後は休んでいて水に入らないことが多いという。動物園は「流れるかどうかはカワウソの気分次第」と語った。